# 360
- Wikisource

| Calendário gregoriano                                                        | 360 CCCLX                       |
| Ab urbe condita                                                              | 1113                            |
| Calendário arménio                                                           | -192 – -191                     |
| Calendário bahá'í                                                            | -1484 – -1483                   |
| Calendário budista                                                           | 904                             |
| Calendário chinês                                                            | 3056 – 3057                     |
| Calendário copta                                                             | 76 – 77                         |
| Calendário etíope                                                            | 352 – 353                       |
| Calendários hindus - Vikram Samvat - Calendário nacional indiano - Cáli Iuga | 415 – 416 281 – 282 3460 – 3461 |
| Calendário Holoceno                                                          | 10360                           |
| Calendário islâmico                                                          | 270 BH – 269 BH                 |
| Calendário judaico                                                           | 4120 – 4121                     |
| Calendário persa                                                             | 262 BP – 261 BP                 |
| Calendário rúnico                                                            | 610                             |
| Calendário solar tailandês                                                   | 903                             |

360 (CCCLX, na numeração romana) foi um ano bissexto do século IV que começou num sábado, segundo o calendário juliano.  Segundo o horóscopo chinês, foi o ano do Macaco.
| Ano completo                          |
| ------------------------------------- |
| Ano bissexto com início à sexta-feira |

## Eventos
- Os hunos invadem a Europa; pictos e escotos cruzam a Muralha de Adriano para atacar o norte de Bretanha;
- O Primeiro Concílio de Constantinopla começa.

## Nascimentos
- São Niniano, missionário da Escócia

## Mortes
- Murong Jun